# Оки (провинция)

Провинция Оки на карте Японии со старым административным делением (выделена красным).

Провинция Оки (яп. 隠岐国 оки но куни, «Страна Оки» или 隠州 онсю:, «провинция Оки») — историческая провинция Японии в регионе Тюгоку на западе острова Хонсю. Соответствует островам Оки, которые принадлежат современной префектуре Симане.

## История
Провинция Оки была образована в VII веке. Её административный центр находился в современном посёлке Сима. Он был одним из мест приёма послов из государств Силла и Бохай.
Удалённость провинции от японской столицы стала причиной превращения её в место ссылки политических преступников. Так, в 1221 году в Оки был сослан мятежный экс-император Го-Тоба, а в 1332 году — император Го-Дайго.
В XII—XIV веках провинцией Оки правил род Сасаки, а в XV веке его сменил род Кёгоку, представители боковой линии рода Сасаки. В XVI веке землями провинции руководили роды Амако и Мори.
В период Эдо (1603—1867) Оки принадлежала к владениям Мацуэ-хана, которое находилось в соседней провинции Идзумо. Главным источником прибыли островов было производство соли.
В результате дополнительных административных реформ в 1871 году провинция Оки вошла в состав префектуры Симане.

## Уезды провинции Оки
- Ама (яп. 海士郡)
- Оти (яп. 穏地郡)
- Суки (яп. 周吉郡)
- Тибу (яп. 知夫郡)